# 天童藩

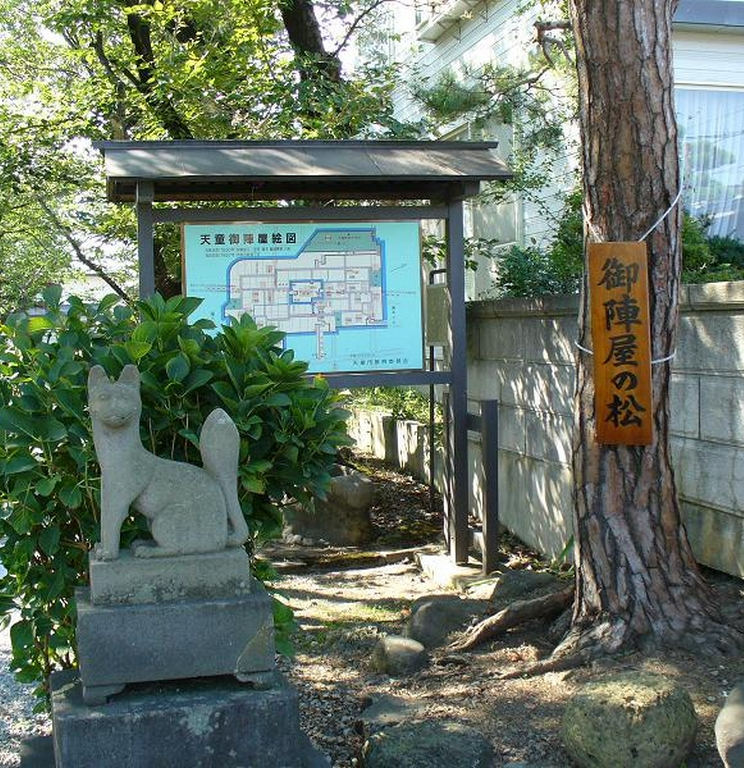
天童陣屋跡

天童藩（てんどうはん）は、羽前国（旧出羽国）高畠藩から移転した織田家が同国天童周辺（現在の山形県天童市）を支配した藩。藩庁は天童陣屋。

## 藩史
文政11年（1828年）に幕府から拠点を高畠から天童に移す許しを得た織田信美は、天保元年（1830年）に天童に移って天童藩を立藩した。2万石の小藩で財政難に悩まされていたため、家臣の俸禄借り上げ、厳しい倹約令を施行し、安政2年（1855年）には紅花の専売制を行なおうとしたが、藩政改革は失敗した。専売制の過酷さについては、「裸裸足で紅花さしても織田に取られて因果因果」という民謡まで作られたほどであった。その一方で、当時流行していた将棋の駒を武士達に作ることを推奨し、将棋の町・天童市の基礎を作った。
慶応4年（1868年）1月、藩主・織田信学は新政府より上洛の命を受けた。信学が病床にあったため、嫡男の信敏が代理として参内する。このとき、新政府から奥羽鎮撫使先導に任じられ、織田家重臣の吉田大八が新政府軍の奥州の道案内役を務めることとなった。同年4月、吉田は奥羽鎮撫副総督である澤為量を先導して庄内藩と戦ったが、庄内藩の猛攻の前に大敗を喫し、天童城下は焼き討ちに遭った。翌5月、奥羽越列藩同盟が結成されると、天童藩も同盟軍として参戦せざるを得なくなり、吉田は切腹させられた。やがて新政府軍の反攻に遭って9月に降伏。新政府の処断により、藩主・織田信敏（3月19日に家督相続していた）は弟の寿重丸に家督を譲って隠居し、所領2000石を没収された。しかし寿重丸は幼少であったため、新政府の計らいで信敏が再任して藩主（藩知事）となる。明治4年（1871年）7月14日、廃藩置県により天童藩は廃藩となって天童県となる。同年8月、山形県に編入された。
なお、織田家の諸藩では、織田信雄の系統は天童藩の他に柏原藩が、織田長益（有楽斎）の系統は柳本藩、芝村藩（戒重藩）が、明治維新まで存続した。有楽斎の系統は他に味舌藩、野村藩が存在したが、これらは江戸時代初期に除封、無嗣断絶している。
天童藩江戸留守居役であった吉田専左衛門は歌川広重と親交があったため、広重の肉筆画が「天童広重」と呼ばれ、現在の村山郡内にも現存している。また祖先にあたる織田信長は、新政府の計らいにより神号を下賜され、明治3年（1870年）4月、舞鶴山上に建勲神社が建立されることとなった。

## 歴代藩主
織田家
外様 - 2万石→1万8000石
1. 信美
2. 信学
3. 信敏
4. 寿重丸
5. 信敏

## 藩邸
- 上屋敷は丸の内（現在の東京都千代田区丸の内二丁目）、下屋敷は築地（現在の東京都中央区築地三丁目）にあった[2]。
- 小幡藩・高畠藩織田家も同じ。元禄赤穂事件の際、織田家の屋敷を赤穂浪士は避けたルートで引き上げている[3]。

## 幕末の領地
- 出羽国（羽前国）
  - 村山郡のうち - 20村